# شهرستان سلیمانیه
شهرستان سلیمانیه (به عربی: قضاء السلیمانیة) یک شهرستان و منطقهٔ مسکونی در عراق است که در استان سلیمانیه واقع شده‌است.